# حكومة إسرائيل الأولى 1949
حكومة إسرائيل الأولى 1949 First government of Israel (بالعبرية: ממשלת ישראל הראשונה) تشكلت مع دورة الكنيست الأولى، واستمر من 10 مارس 1949 حتى 30 اكتوبر 1950، رئيس الحكومة الأولى دايفيد بن غوريون وهو نفسه وزير الدفاع. تكونت الحكومة من 12 وزير إضافة إلى بن غوريون، من بينهم امرأة واحدة وسكرتير.
من التشريعات البارزة التي تم سنها خلال فترة ولاية الحكومة الأولى كان قانون التعليم في عام 1949 الذي أدخل التعليم الإلزامي لجميع الأطفال الذين تتراوح أعمارهم بين 5 و 14 عامًا. استقال بن غوريون في 15 أكتوبر 1950 بعد أن اعترضت الجبهة الدينية المتحدة على مطالبته بإغلاق وزارة التموين والتقنين وتعيين رجل أعمال وزيراً للتجارة والصناعة، فضلاً عن القضايا المتعلقة بالتعليم في مخيمات المهاجرين الجديدة.

## تشكيلة الحكومة
|    | الوزير             | الوزارة                              | الحزب | الحزب                     |
| -- | ------------------ | ------------------------------------ | ----- | ------------------------- |
| 1  | دافيد بن غوريون    | رئيس وزراء ووزارة الدفاع             |       | ماباي                     |
| 2  | دوف يوسف           | وزارة الزراعة وزارة التموين والتزويد |       | ماباي                     |
| 3  | زلمان شازار        | وزارة التربية والتعليم               |       | ماباي                     |
| 4  | موشيه شاريت        | وزارة الخارجية                       |       | ماباي                     |
| 5  | إليعازر كابلان     | وزارة المالية وزارة الصناعة والتجارة |       | ماباي                     |
| 6  | حاييم موشيه شابيرا | وزارة الصحة والهجرة وزارة الداخلية   |       | الجبهة الدينية المتحدة    |
| 7  | بنحاس روزن         | وزارة العدل                          |       | الحزب التقدمي             |
| 8  | جولدا مائير        | وزارة العمل والامن الاجتماعي         |       | ماباي                     |
| 9  | بخور شالوم شيطريت  | وزارة الأمن                          |       | مجتمعات السفارديم الشرقية |
| 10 | يهودا لايب مايمون  | وزارة الخدمات الدينية                |       | الجبهة الدينية المتحدة    |
| 11 | دافيد ريمز         | وزارة النقل                          |       | ماباي                     |
| 12 | اسحق مئير ليفين    | وزارة الرفاه                         |       | الجبهة الدينية المتحدة    |